# Godefroid Mukeng’a Kalond
Godefroid Mukeng’a Kalond (ur. 31 sierpnia 1930 w Tshibingu-Mukese) – duchowny rzymskokatolicki z Demokratycznej Republiki Konga, w latach 1997-2006 arcybiskup Kanangi.

## Życiorys
Święcenia kapłańskie przyjął 2 marca 1958. 30 sierpnia 1971 został prekonizowany biskupem Luiza. Sakrę biskupią otrzymał 5 grudnia 1971. 3 marca 1997 został mianowany arcybiskupem Kanangi. 3 maja 2006 przeszedł na emeryturę.